# Parada de Bosc de Diana (TRAM Alicante)
Bosc de Diana es una parada del TRAM Metropolitano de Alicante donde presta servicio la línea 9. Está situada al sur de Denia, frente al Parque Bosc de Diana.

## Localización y características
Se encuentra ubicada en la avenida Joan Fuster, desde donde se accede, entre las calles Pedreguer y Turia. Dispone de un andén y una vía. En esta parada se detienen los nuevos trenes duales de la línea 9.

## Líneas y conexiones
| << Cabecera | < Estación       | Línea | Estación > | Cabecera >> |
| ----------- | ---------------- | ----- | ---------- | ----------- |
| Benidorm    | Pedrera-Vessanes |       | Denia      | Denia       |